# Sergio Zaniboni
Sergio Zaniboni (Turín, Italia, 4 de agosto de 1937 – Giaveno, Italia, 18 de agosto de 2017) fue un historietista y dibujante de historieta italiano.
Zaniboni es uno de los más apreciados dibujantes de Italia, se le conoce especialmente por la historieta Diabolik.

## Biografía
Extécnico de radio, empieza su carrera dentro del cómic en 1967 después de ser dibujante técnico, diseñador publicitario (el histórico logotipo de Panini es obra suya)  e ilustrador. Su primer trabajo es una adaptación al cómic de Los Tres Mosqueteros dibujada para el editor Alè Toro pero nunca publicada. Después haber dibujado I Promessi Sposi para Gino Sansoni (marido de Angela Giussani), empieza a colaborar con la revista Horror y en 1969 entra en el personal de Diabolik, y desde entonces ha realizado más de 300 aventuras del diabólico personaje.
En 1972 colabora también con El Giornalino, donde, entre sus varios trabajos realizados, da vida a la serie de ambiente pugilistico El campeón, sobre textos de Alberto Ongaro, y a la serie policiaca Teniente Marlo, sobre textos de Claudio Nizzi. Para Orient Express dibuja luego la serie I Reporters sobre textos de Giancarlo Malagutti.
Finalmente en los años ochenta renueva su estilo mezclando humor y aventura: Speedy Car, serie sobre textos de Paola Ferrarini siempre dibujada para El Giornalino, y Pam&Peter, episodio autoconclusivo sobre textos de Luigi Mignacco, publicado en Comic Art.
En 1990 gana el premio ANAFI y en 1991 dibuja una larga aventura de Tex escrita por Claudio Nizzi.
En los años noventa prosigue su colaboración con "El Giornalino" dibujando series como "Reporter Blues" y "Maj Lin" y en el 2000 recibe el premio Yellow Kid por su larga y fructuosa carrera en las páginas de Diabolik.
También su hijo Paolo ha heredado su arte, colaborando, entre otros, con El Giornalino, donde lleva adelante una serie humorística de creación suya: Steam Rail, inicialmente dibujada por su padre, con el cual ha realizado diversas historias para Diabolik, entintando y coloreando las portadas por computadora.